# Season Hubley
Susan Hubley, lepiej znana jako Season Hubley (ur. 14 marca 1951 w Nowym Jorku) – amerykańska aktorka filmowa, teatralna i telewizyjna i piosenkarka.

## Życiorys

### Wczesne lata
Urodziła się w Nowym Jorku jako córka pisarza Granta Shelby’ego i Julii Kaul (z domu Paine). Dorastała z siostrą Sally i bratem Whipem (ur. 28 sierpnia 1958).

### Kariera
W 1972 roku zadebiutowała na ekranie w tytułowej roli w komedii telewizyjnej CBS Bobby Jo i dobre czasy zespołu (Bobby Jo and the Good Time Band) z udziałem Forresta Tuckera, Eda Begleya Jr. i Toma Bosleya. Następnie pojawiła się w operze mydlanej CBS Love of Life (Miłość życia, 1973) jako pielęgniarka Candy Lowe, w dramacie Lolly-Madonna XXX (1973) w roli Roonie Gill u boku Roda Steigera, Roberta Ryana i Jeffa Bridgesa, gościnnie w jednym z odcinków serialu CBS Kojak (1977) jako zakonnica, której siostra została zamordowana, oraz w Hardcore (1979) jako Niki obok George’a C. Scotta. W muzycznej luźnej adaptacji tragedii szekspirowskiej Otello – Złap moją duszę (Catch My Soul, 1974) z główną rolą Richiego Havensa – wystąpiła jako Desdemona.
Grała potem w dwóch produkcjach Johna Carpentera: Elvis (1979) w roli Priscilli Presley i Ucieczka z Nowego Jorku (Escape from New York, 1981) jako dziewczyna w Chock full o'Nuts.
W 1984 roku wystąpiła na deskach Landmark Theatre w Hollywood w roli Billie w sztuce Gorączka (Heat).

### Życie prywatne
W 1974 spotykała się z aktorem Davidem Carradine’em, z którym wystąpiła w serialu Kung Fu (1974). 17 marca 1979 wyszła za mąż za aktora Kurta Russella. Mają syna Bostona Olivera Granta (ur. 16 lutego 1980). Jednak 16 maja 1983 doszło do rozwodu. W latach 1992–1994 była żoną kamerzysty – Davida Hayballa.

## Filmografia

### Filmy fabularne
- 1972: Bobby Jo i dobre czasy zespołu (Bobby Jo and the Good Time Band, TV) jako Bobby Jo
- 1979: Elvis (TV) jako Priscilla Presley
- 1979: Mrs. R's Daughter (TV) jako Ellie Pruitt
- 1979: Hardcore jako Niki
- 1981: Ucieczka z Nowego Jorku (Escape from New York) jako dziewczyna w Chock full o'Nuts
- 1982: Obyczajówka (Vice Squad) jako księżniczka
- 1985: Klucz do Rebeki (The Key to Rebecca, TV) jako Elene Fontana
- 1990: Dziecko w mroku (Child in the Night, TV) jako Valerie
- 1992: Ojczym 3 (Stepfather III, TV) jako Jennifer Ashley
- 1996: Nieme przyzwolenie (No One Would Tell, TV) jako Rita Thompson

### Seriale TV
- 1972: Rodzina Partridge (The Partridge Family) jako księżniczka Jennie
- 1974: Kung Fu jako Margit Kingsley McLean
- 1975: Rekruci (The Rookies) jako Kim Owens
- 1976: Dobre niebiosa (Good Heavens) jako Nancy
- 1976-77: Rodzina (Family) jako Salina Magee
- 1977: Starsky i Hutch (Starsky and Hutch) jako Terry Roberts
- 1977: Westside Medical jako kuzynka Nan
- 1977: Kojak jako siostra Maria
- 1985: Strefa mroku (The Twilight Zone) jako Carol Shelton
- 1985: Alfred Hitchcock przedstawia (Alfred Hitchcock Presents) jako Lena Trent
- 1987: Autostopowicz (The Hitchhiker) jako Miranda
- 1990: Napisała: Morderstwo (Murder, She Wrote) jako Marla Bryce
- 1992: Wszystkie moje dzieci (All My Children) jako Angelique Voynitzheva Marick
- 1998: Beverly Hills, 90210 jako pani Evans